# Haiden (sintoísmo)

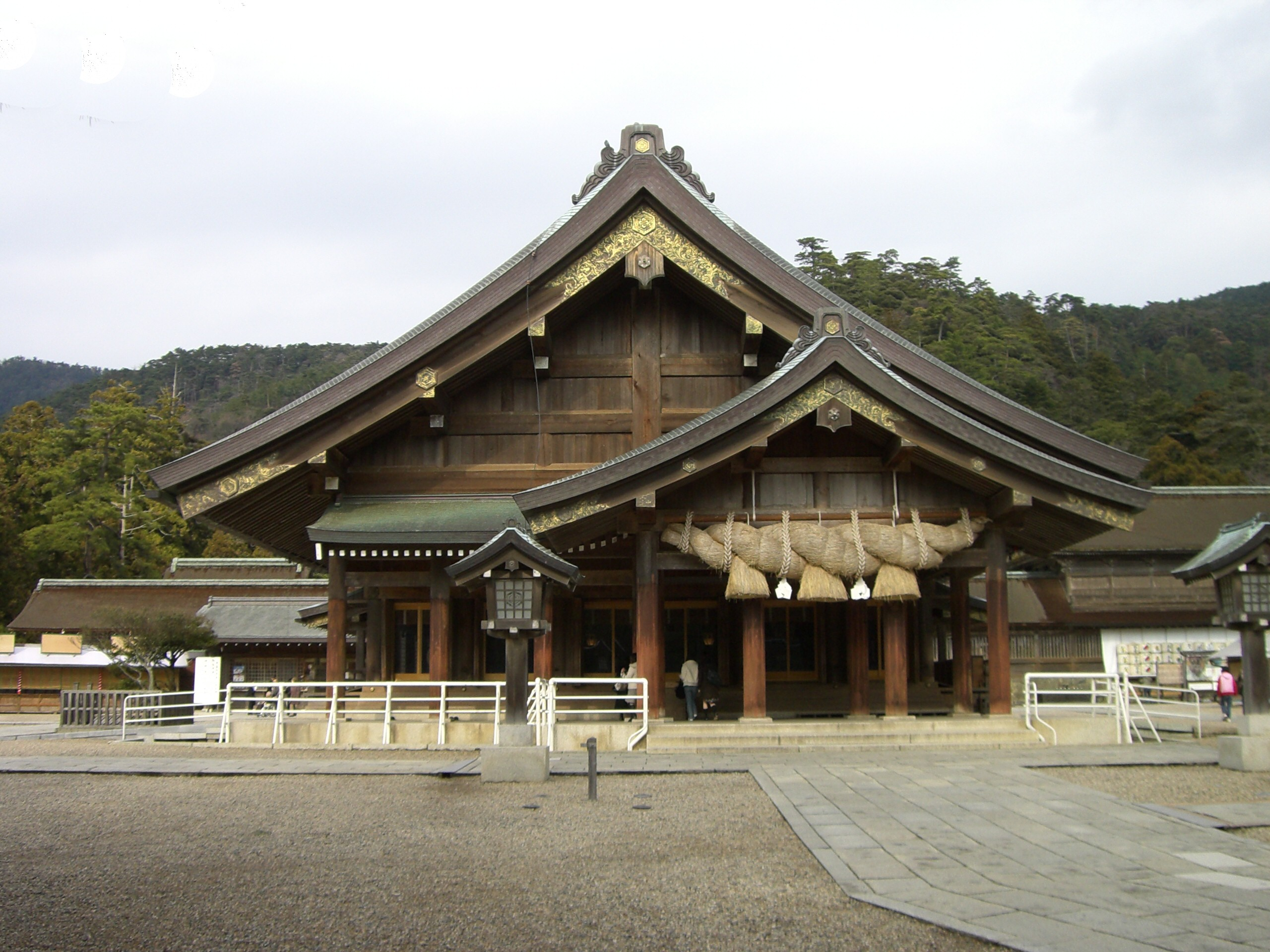
Haiden de Izumo Taisha.

 En la arquitectura de un santuario sintoísta, el haiden (拝殿?) es la sala de culto u oratorio. Se coloca generalmente en frente del santuario principal del santuario (honden) y, a menudo es construida a una escala mayor que la segunda. El haiden a menudo se conecta al honden por un heiden, o sala de ofrendas. Mientras que el honden es el lugar para el consagrado kami y de acceso prohibido para el público en general, el haiden ofrece un espacio para las ceremonias y para adorar a la deidad.
En algunos casos, por ejemplo en el santuario Ōmiwa en Nara, el honden puede faltar y ser reemplazado por un pedazo de tierra sagrada. En este caso, el haiden es el edificio más importante del complejo.